# Idiomas de Taiwán
En la isla de Taiwán se hablan diversos idiomas, que pertenecen a 2 familias distintas:
- Las lenguas formosanas pertenecen a la familia austronesia, y son las habladas por los descendientes de los habitantes originales de la isla, que actualmente son una minoría, alrededor del 2% de la población.
- Tres lenguas siníticas son actualmente las lenguas mayoritarias: 
  - El mandarín es la lengua oficial y es lengua nativa de una parte de la población, principalmente en el norte de la isla.
  - El hokkien taiwanés, también llamado simplemente taiwanés, es la lengua mayoritaria con alrededor del 70% de la población.[3][4] Este idioma deriva del hokkien del sur de la provincia china de Fujian, situada en la costa frente a Taiwán, y es hablado también por mucha gente de la diáspora china en todo el Sureste Asiático. Recientemente ha habido un uso creciente del taiwanés en los medios de comunicación, donde antes se usaba casi exclusivamente el mandarín.
  - La población de etnia hakka está concentrada en varios condados de Taiwán, y a menudo hablan el chino hakka.

Es común que los hablantes de las lenguas minoritarias, es decir, el hakka y las lenguas aborígenes, sepan hablar mandarín y taiwanés.
El idioma taiwanés y también el hakka llegaron a la isla con las grandes migraciones desde China continental, que empezaron hacia el siglo XVI. Las personas que emigraron desde China continental a partir de 1949 (en torno a un 12% de la población actual) en su mayoría hablan chino mandarín. El mandarín estándar es el idioma oficial y es casi universalmente hablado y entendido. Ha sido el único medio de instrucción en las escuelas de Taiwán desde la entrega de Taiwán al gobierno de la República de China en 1945.

## Idiomas

Los idiomas maternos más comúnmente utilizados en Taiwán, las Islas Pescadores, Kinmen y las Islas Matsu. Azul: mandarín estándar, verde: Minnan/hokkien, rosa: hakka.

### Chino mandarín
En 1945, tras el final de la Segunda Guerra Mundial, el mandarín estándar (el idioma corrientemente llamado chino) fue introducido como el idioma oficial y obligatorio en los colegios; antes de 1945, el japonés era oficial y enseñado en los colegios. Desde entonces el mandarín se ha establecido como una lengua franca entre los diferentes grupos lingüísticos de Taiwán: las personas de la etnia mayoritaria hoklo que hablan taiwanés, los hakka que tienen su propia lengua hablada, los emigrantes chinos recientes cuyo idioma nativo puede ser cualquiera de las lenguas siníticas de la China continental, y los aborígenes que hablan lenguas formosanas.
El mandarín taiwanés se habla en diferentes niveles de acuerdo a la clase social y situación de los hablantes. Las ocasiones formales requieren el nivel acrolectal del chino estándar (guoyu o "lengua nacional"), que difiere poco del chino estándar (putonghua) de la República Popular China. Las situaciones menos formales pueden dar lugar a la forma basilectal, que tiene más características peculiares taiwanesas. Los hablantes bilingües taiwaneses pueden alternar el código entre el mandarín y el taiwanés, a veces en la misma frase.
El mandarín es hablado fluidamente por casi toda la población de Taiwán, a excepción de algunas personas de edad avanzada que fueron educadas bajo el dominio japonés. En Taipéi, donde hay una alta concentración de los emigrantes chinos recientes cuya lengua materna no es el taiwanés, el mandarín se utiliza con mayor frecuencia que en las zonas del centro y sur de Taiwán donde hay menos emigrantes recientes. Muchos taiwaneses, particularmente por debajo de los 45 años, hablan mejor el mandarín que el hakka o el hokkien.

#### Escritura china
En Taiwán se utilizan los caracteres chinos tradicionales, que en la China continental han sido reemplazados por los caracteres chinos simplificados. Aunque los caracteres tradicionales también son utilizados en Hong Kong, unos pocos de estos caracteres tienen forma diferente en Taiwán; la forma estandarizada de los caracteres chinos es la ortografía utilizada en Taiwán y administrada por el Ministerio de Educación de Taiwán, y tiene variaciones menores en comparación con la de Hong Kong. Tales diferencias se relacionan con las variantes ortodoxas y vulgares de los sinogramas.
La escritura basada en el chino vernáculo, distinta a la del chino clásico, es la estándar en los documentos oficiales, la literatura en general y la mayoría de los aspectos de la vida cotidiana, y tiene una gramática basada en el mandarín estándar. La escritura china vernacular es la variante moderna de la escritura china que suplantó al uso del chino clásico en la literatura con el Nuevo movimiento cultural desde principios del siglo XX. En los últimos tiempos, con el Movimiento de ubicación de Taiwán y una presencia cada vez mayor en la literatura taiwanesa, la escritura hokkien basada en el vocabulario y la gramática del idioma taiwanés es utilizada también en literatura y en las comunicaciones informales.

#### Escritura fonética china
El zhùyīn fúhào, a menudo abreviado como zhùyīn, también conocido como bopomofo por sus primeras cuatro letras, es el sistema de escritura fonética nacional de la República de China para la enseñanza de la pronunciación de los sinogramas, especialmente en mandarín. El sistema utiliza 37 símbolos especiales para representar los sonidos del mandarín: 21 para las consonantes iniciales de cada sílaba y 16 para las rimas silábicas, aunque también tiene extensiones para el chino hakka y el taiwanés.
Estos símbolos fonéticos algunas veces aparecen impresos como caracteres rubys en los libros para niños, y también en las ediciones de textos clásicos, que con frecuencia utilizan algunos caracteres hoy en día poco habituales. En los anuncios, estos símbolos algunas veces se usan para escribir ciertas partículas (por ejemplo, ㄉ en lugar de 的); aparte de esto, raras veces se ven estos símbolos en las publicaciones de los medios de comunicación para adultos, excepto como una guía de pronunciación (o sistema de índice) en las entradas de los diccionarios. Los símbolos bopomofo también son asignados al teclado del alfabeto latino ordinario (1 = bo, q = po, a = mo, etc.) para la introducción de texto chino en una computadora.
El único propósito del zhùyīn en la educación primaria es enseñar la pronunciación del mandarín estándar para los niños. Los libros de texto de primer grado de todas las materias, incluyendo al mandarín, están totalmente en zhùyīn. Después de ese año, los textos de caracteres chinos se muestran con anotaciones auxiliares en zhùyīn. Alrededor del cuarto grado, la presencia del zhùyīn se reduce considerablemente, quedando solamente en la sección de nuevos caracteres. Los niños de la escuela aprenden los símbolos para que puedan entender las pronunciaciones que figuran en un diccionario chino, y también para poder encontrar la forma de escribir las palabras de las cuales sólo saben el sonido.

#### Romanización
La romanización del chino en Taiwán suele ser muy inconsistente. En China continental se usa el hànyǔ pīnyīn en lugar del zhùyīn como sistema de enseñanza de la pronunciación del mandarín desde 1958, en cambio en Taiwán se continúa utilizando el zhùyīn y no se utiliza el alfabeto latino para la transcripción fonética del idioma. Se han hecho esfuerzos por parte del sistema educativo para avanzar hacia un sistema basado en el alfabeto latino, pero estos han sido lentos debido principalmente a los enormes costos en capacitación docente. El gobierno central adoptó el tōngyòng pīnyīn como la romanización oficial en el 2002, pero los gobiernos locales pueden anular la norma, como algunos que han adoptado el hànyǔ pīnyīn o conservan los sistemas de romanización antiguos. Sin embargo, en agosto de 2008 el gobierno central anunció que el hànyǔ pīnyīn sería el único sistema de romanización también en Taiwán a partir de enero de 2009.

### Taiwanés
El idioma taiwanés, comúnmente conocido como «hokkien taiwanés», es una variante del hokkien hablada en Taiwán, y es parte de un grupo de dialectos del chino min nan. Oficialmente el taiwanés es visto como un «dialecto chino» dentro de un extenso idioma chino, aunque no hay inteligibilidad mutua con otras variedades del chino.
Hay registros tanto coloquiales como literarios del taiwanés. El taiwanés coloquial tiene sus raíces en el chino antiguo. El taiwanés literario, que originalmente se desarrolló en el siglo X en Fujian y deriva del chino medio, fue utilizado en su momento para una escritura formal, pero ahora está extinguido en gran parte. El taiwanés puede ser entendido en gran parte por los hablantes de otros dialectos del hokkien, que se habla en la China continental y en el Sureste Asiático, y en menor medida por hablantes de otros dialectos, como el teochew. Sin embargo, no es mutuamente inteligible con el mandarín y con la mayoría de las demás lenguas siníticas.
El trabajo reciente de eruditos tales como Ekki Lu, Sakai Toru y Lí Khîn-hoāⁿ (también conocido como Tavokan Khîn-hoāⁿ o Chin-An Li), basados en investigaciones anteriores por estudiosos tales como Ông Io̍k-tek, han llegado al extremo de asociar parte del vocabulario básico del lenguaje coloquial con las lenguas austronesias y la familia de lenguas tai; sin embargo, tales confirmaciones no están exentas de controversia.

### Hakka
El idioma hakka se habla principalmente en Taiwán por personas de ascendencia hakka, concentradas en diversas partes de la isla, principalmente el noroeste; la mayoría residen en Taoyuan, en Hsinchu y en Miaoli. El hakka es considerado oficialmente un «dialecto del chino» dentro de un extenso idioma chino.

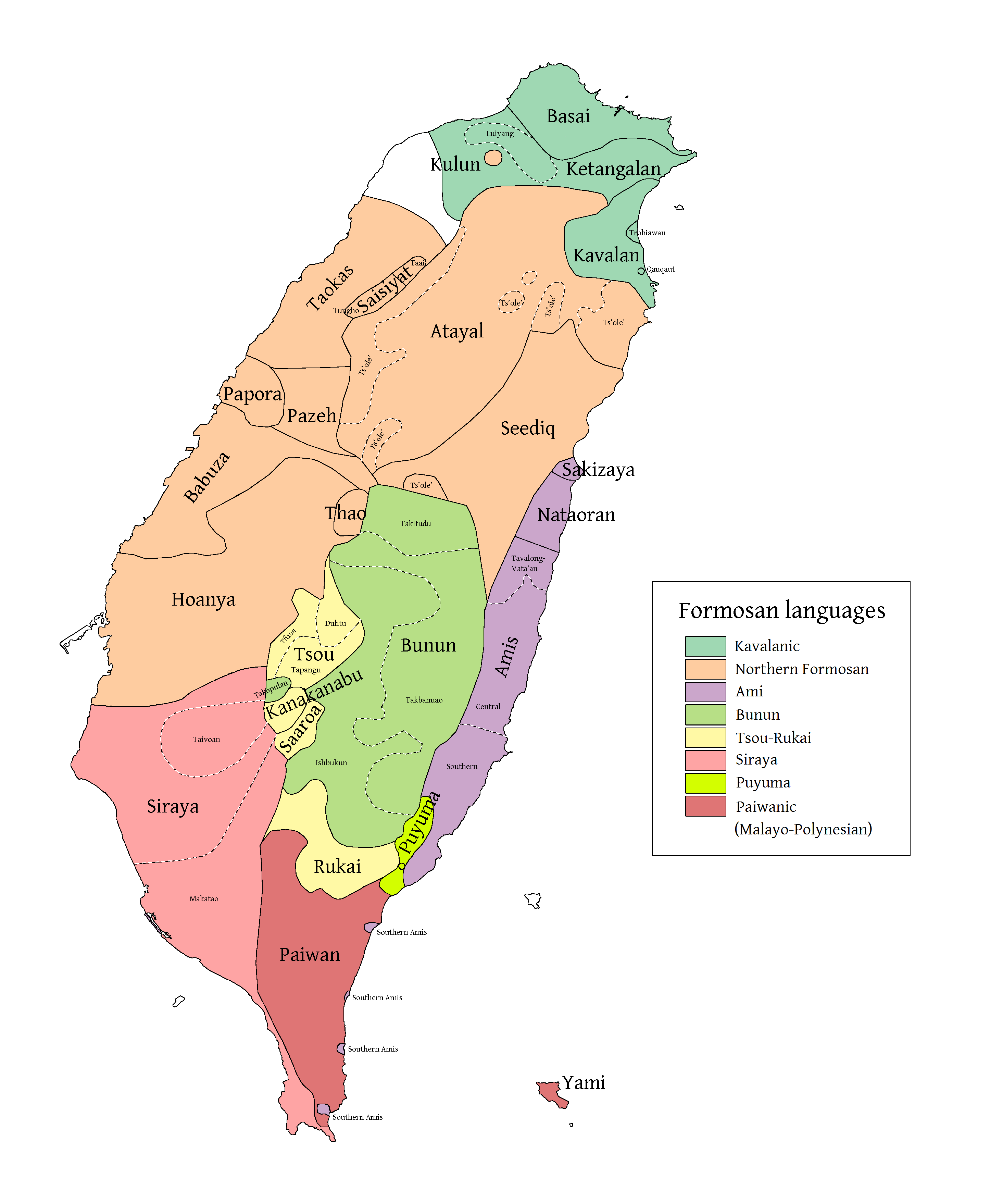
Distribución de las lenguas formosanas antes de la colonización china.

Los dialectos más comunes del hakka en Taiwán son el sixian y el hailu.

### Lenguas aborígenes
Las lenguas formosanas son lenguas de las tribus aborígenes de Taiwán, que actualmente comprenden el 2% de la población de la isla. Sin embargo, muchos aborígenes ya no hablan estas lenguas, después de siglos de cambio de lengua. De las aproximadamente 26 lenguas aborígenes, al menos diez están extintas, otras cinco se encuentran moribundas, y muchas otras están en peligro de extinción.
Todas las lenguas formosanas están siendo reemplazadas lentamente por el dominio cultural del chino mandarín. En las últimas décadas, el gobierno ha puesto en marcha un programa de valoración de estas lenguas, incluyendo la reintroducción de la educación de las lenguas formosanas en los colegios taiwaneses. Sin embargo, los resultados de esta iniciativa han sido decepcionantes.

### Lengua de señas
Existe una lengua de señas taiwanesa.

### Lenguas extranjeras

#### Japonés
El idioma japonés era enseñado obligatoriamente, durante la Ocupación japonesa de Taiwán (1895-1945). Aunque ya solo lo hablan con fluidez algunos ancianos, diversos jóvenes de Taiwán que ven a Japón como el pionero de la moda de la cultura pop juvenil de la región ahora saben un poco de ese idioma a través de los medios de comunicación, sus abuelos, o clases privadas en «instituciones de enseñanza. [cita requerida]

#### Inglés
El inglés es un idioma extranjero común, con algunos grandes centros privados que lo enseñan. El inglés es obligatorio en el currículo de los estudiantes una vez que entran a la escuela primaria.

## Lectura adicional
- Weingartner, F. F. (1996). Survey of Taiwan aboriginal languages. Taipéi. ISBN 9579185409.